# Ksawerów (gmina)
Ksawerów (do 1953 gmina Widzew) – gmina wiejska w województwie łódzkim, w powiecie pabianickim. W latach 1975–1976 i 1997–1998 gmina położona była w ówczesnym województwie łódzkim.
Siedziba gminy to Ksawerów. W jej skład wchodzą również: Wola Zaradzyńska, Nowa Gadka, Kolonia Wola Zaradzyńska, Teklin.
Według danych z 9 października 2011 gminę zamieszkiwało 7338 osób. Natomiast według danych z 31 grudnia 2017 roku gminę zamieszkiwały 7684 osoby.

## Historia
W XIX wieku Ksawerów wchodził w skład gminy Pabianice, a począwszy od roku 1866 stanowił część gminy Widzew, która swoim zasięgiem obejmowała znaczną część obecnej gminy Ksawerów oraz terenów dziś położonych w obrębie Łodzi i Pabianic. W 1945 roku siedzibę gminy Widzew przeniesiono do Ksawerowa.
Gmina zbiorowa Ksawerów powstała 21 września 1953 roku w powiecie łaskim w województwie łódzkim, w związku z przemianowaniem gminy Widzew z siedzibą w Ksawerowie na Ksawerów z siedzibą w Ksawerowie, obejmując 9 gromad: Bychlew, Dąbrowa, Ksawerów, Lublinek, Łaskowice, Nowa Wola Zaradzyńska, Rydzyny, Rypułtowice, Wola Zaradzyńska i Wola Zaradzyńska Kolonia.
Gmina została zniesiona 29 września 1954 roku wraz z reformą wprowadzającą gromady w miejsce gmin, a jej obszar podzielono między nowe gromady:
- Ksawerów (Dąbrowa, Ksawerów, Nowa Wola Zaradzyńska, Kolonia Wola Zaradzyńska i Wola Zaradzyńska-Wieś oraz parcelacja Widzew z dotychczasowej gromady Rypułtowice),
- Łaskowice (Łaskowice, Lublinek i Rypułtowice bez parcelacji Widzew),
- Pawlikowice (Bychlew i Rydzyny).

1 stycznia 1959 do gromady Ksawerów przyłączono Łaskowice, Lublinek i Rypułtowice ze zniesionej gromady Łaskowice (powiat łaski), po czym gromadę Ksawerów włączono do powiatu łódzkiego w tymże województwie.
Gminę Ksawerów reaktywowano 1 stycznia 1973 roku w powiecie łódzkim, w województwie łódzkim, a w jej skład weszły obszary zniesionej gromady Ksawerów, łącznie 9 sołectw: Dąbrowa, Ksawerów, Lublinek, Łaskowice, Nowa Gadka, Nowa Wola, Rypułtowice, Wola Zaradzyńska i Wola Zaradzyńska-Kolonia (Bychlew i Rydzyny weszły w skład gminy Pabianice w powiecie łaskim). 1 czerwca 1975 roku gmina weszła w skład nowo utworzonego woj. łódzkiego.
2 lipca 1976 roku gminę Ksawerów zniesiono przez połączenie z dotychczasową gminą Pabianice w nową gminę Pabianice. 1 stycznia 1988 z gminy Pabianice wyłączono: a) Lublinek i Łaskowice, włączając je do Łodzi, oraz b) Dąbrowę, Rypułtowice i Nową Wolę Zaradzyńską, włączając je do Pabianic.
Gminę Ksawerów reaktywowano w trzeciej, najmniejszej dotąd odsłonie 1 stycznia 1997 roku. W jej skład weszły trzy sołectwa: Ksawerów (z: Kolonią Wolą Zaradzyńską, Teklinem, Widzewem i Żdżarami), Nowa Gadka i Wola Zaradzyńska.
Ciąg istnienia gminy Ksawerów:
- 21 września 1953 – 28 września 1954
- 1 stycznia 1973 – 1 lipca 1976
- od 1 stycznia 1997

## Struktura powierzchni
Według danych z roku 2007 gmina Ksawerów ma obszar 13,64 km², w tym:
- użytki rolne: 74%
- użytki leśne: 14%

Gmina stanowi 2,77% powierzchni powiatu pabianickiego.

## Demografia

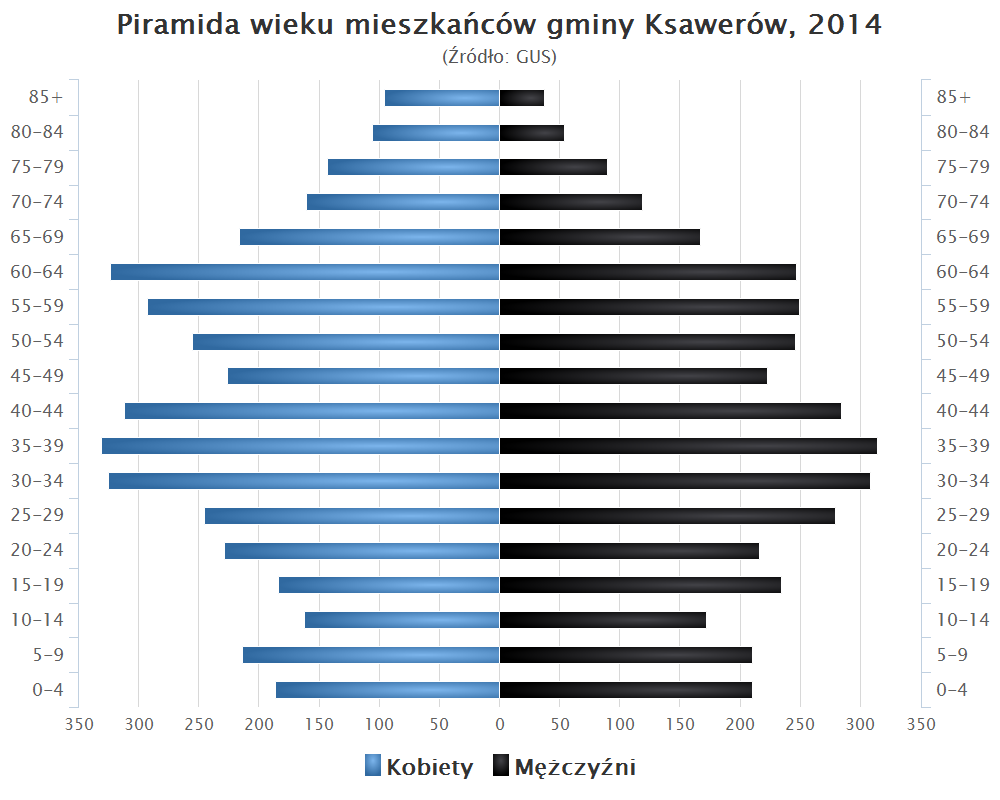
Piramida wieku mieszkańców gminy Ksawerów w 2014 roku

Dane z 31 grudnia 2017 roku.
| Opis                              | Ogółem | Ogółem | Kobiety | Kobiety | Mężczyźni | Mężczyźni |
| --------------------------------- | ------ | ------ | ------- | ------- | --------- | --------- |
| Jednostka                         | osób   | %      | osób    | %       | osób      | %         |
| Populacja                         | 7684   | 100    | 4019    | 52,3    | 3665      | 47,7      |
| Gęstość zaludnienia [mieszk./km²] | 565    | 565    | 295     | 295     | 270       | 270       |

## Sąsiednie gminy
Łódź, Pabianice (miasto), Rzgów

## Miejscowości

### Sołectwa
Ksawerów (sołectwa: Ksawerów-Południe, Ksawerów-Północ, Ksawerów-Wschód, Ksawerów-Zachód), Wola Zaradzyńska, Nowa Gadka.

### Pozostałe miejscowości
Kolonia Wola Zaradzyńska, Teklin, Żdżary, Widzew.